# Корпус офицеров почётного эскорта
Корпус офицеров почётного эскорта (англ. Honourable Corps of Gentlemen at Arms), полное название Его Величества телохранители из корпуса офицеров почётного эскорта (англ. His Majesty's Bodyguard of the Honourable Corps of Gentlemen at Arms) — британское церемониальное гвардейское подразделение, до 17 марта 1834 года было известно как Почётный отряд благородных пенсионеров (англ. The Honourable Band of Gentlemen Pensioners). В прежние времена корпус отвечал за охрану британского монарха, ныне же выполняет преимущественно церемониальные функции.

## Образование
В 1509 году король Генрих VIII образовал отряд джентльменов (англ. Troop of Gentlemen): это был конный эскорт, вооружённый копьями и пиками и занимавшийся охраной монарха в сражениях и поездках. Генрих постановил, чтобы «этот новый и блестящий отряд состоял из младших сыновей самых благородных и знатных семейств и играл роль личной или ближайшей охраны» (англ. this new and sumptuous Troop of Gentlemen composed of cadets of noble families and the highest order of gentry as his personal Body Guard or Nearest Guard).
В 1513 году эти телохранители сопровождали короля и участвовали в сражении при Гинегате (он же известен как «битва шпор»). Он же сопровождал короля на Поле золотой парчи в 1520 году для проведения мирных переговоров с Франциском I, королём Франции. С 1526 года эта охрана стала пешей и получила в качестве оружия большие топоры. Последний раз они сражались в дни гражданской войны в Англии, когда телохранитель Мэтьюс спас принца Уэльского Чарльза в битве при Эджхилле от одного из кавалеристов графа Роберта Деверё, графа Эссекского. С этого момента телохранители стали церемониальным подразделением, хотя регулярную воинскую службу несли наравне со всеми вплоть до XIX века.
При Генрихе VIII численность его охраны варьировалась и зависела от возможности выплаты жалования. Как ближайшая королевская гвардия, этот отряд состоял из представителей лучших сынов британских благородных семейств, которым выпадала возможность служить при короле, если служба в колониях была для них непозволительной роскошью.

## Обязанности
Сегодня обязанности офицеров почётного эскорта сводятся к церемониальным, и эти офицеры присутствуют на всех важных церемониях с участием британского монарха: на государственных визитах, открытии сессии Британского парламента, посвящении в рыцари (в том числе и награждением орденом Подвязки), встречах в саду Букингемского дворца, приёмах Дипломатического корпуса, королевских свадьбах, церемониях коронации, инвеституры принца Уэльского и траурных церемониях. Трижды в год они приглашаются на банкет.

## Структура
Корпус состоит из пяти старших офицеров в порядке старшинства, начиная с самого высокого звания: капитан, лейтенант, знаменосец, секретарь-адъютант и курьер. Также туда входят 27 младших офицеров. Капитан является парламентским организатором при Палате лордов. Секретарь-адъютант издаёт все приказы корпусу. Курьер организует банкеты и встречи, сопровождая адъютанта. Встречи проходят в Сент-Джеймсском дворце. В XVII веке существовал ранее пост Казначея корпуса офицеров и соответствующий пост заместителя казначея.

## Требования
Все заступающие на службу в корпус должны быть не старше 55 лет (средний возраст обычно составляет 52 года) и иметь офицерское звание. Чаще всего в корпус заступают военнослужащие, имеющие звание от майора до полковника. В возрасте 70 лет офицеры уходят на пенсию.
За всю историю корпуса в нём служил всего один представитель духовенства: преподобный Ричард Уиттингтон, полковник Корпуса королевских инженеров, который был рукоположен в диаконы в 1993 году и в священники в 1994 году, заступив на службу в корпус в 1999 году. Уиттингтон является членом ордена Британской империи, с января 2001 года является капелланом при королевском госпитале в Челси.

## Униформа

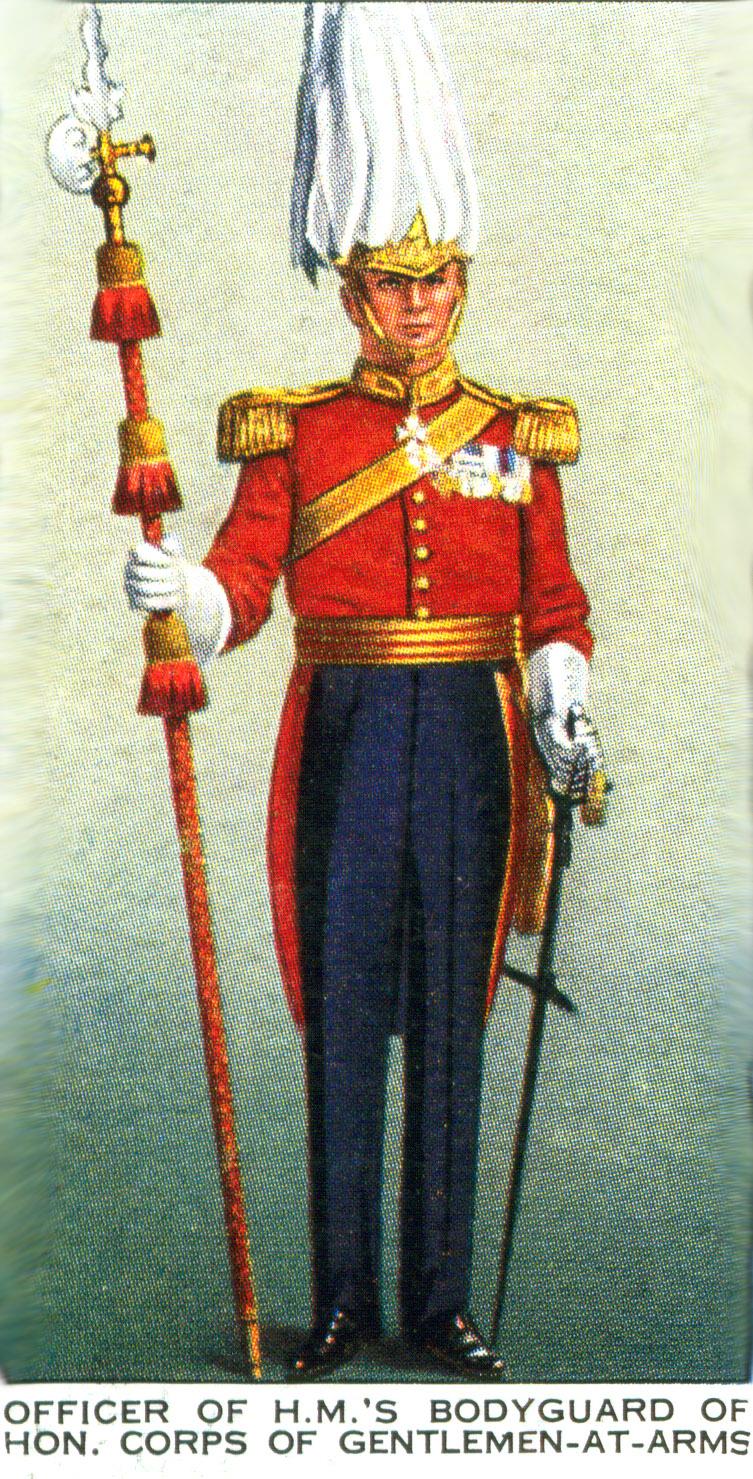
Униформа офицера почётного эскорта, участвовавшего в церемонии коронации Георга VI

Униформа была позаимствована у Драгунских гвардейцев в 1840-е годы: представляет собой красный мундир с синими брюками и каски с белыми лебедиными перьями (гвардейцы даже на церковных службах не снимают их). К униформе прилагаются золотые аксельбанты, золотые жезлы для капитана, серебряные для лейтенанта, знаменосца и секретаря, а также жезл из слоновой кости для курьера. При несении службы гвардейцы вооружены топориком на длинном древке и кавалерийской саблей. Производством униформы занимается компания Gieves & Hawkes.

## Знамя
Знамя корпуса почётного эскорта похоже на знамя пехотной или кавалерийской части Британской армии: оно малинового цвета с золотой каймой, на вершине знамени изображён крест святого Георгия, под которым изображено имя правящего монарха с названием корпуса «Gentlenmen at Arms» по диагонали. В середине текста изображён значок корпуса, внизу штандарта изображены боевые почести. В 2009 году на праздновании 500-летия корпуса королева Елизавета II пожаловала полку особую ленту, которая будет изображаться на знамени.